# Розацея
Розацея e хронично възпаление на кожата на лицето. Наблюдава се зачервяване на кожата, появяване на разширени кожни съдове съпровождащи с червеникави пъпки. Причините за това заболяване могат да бъдат смущения на функциите на стомашно-чревния тракт (гастрит, колит), повишена или намалена секреция на жлъчния мехур и др. Розацеята се наблюдава и в двата пола, но най-често при жените след 30 – 35 годишна възраст.

## Стадии на заболяването
Заболяването се развива в три стадия:
- Първи стадий – краткотрайни зачервявания по кожата на носа, бузите, а понякога и на цялото лице или на врата и раменете във връзка с различни емоции – гняв, срам и при всяка промяна от топло на студено и обратно. Освен зачервяване може да се получи и подуване на тези части. С течение на времето червенината се задържа, става постоянна и по-интензивна.
- Втори стадий – към розацеята се присъединяват ярко червени възелчета, които по-късно придобиват червено-синкав цвят.
- Трети стадий – прекомерно развитие на мастните жлези на носа, под формата на различни по големина възли, разраства се съединителната тъкан и в резултат на това носът се увеличава и се деформира.

## Симптоми
Заболяването е съпроводено с усещане на парене, прилив на топлина към кожата на лицето, чувство на стягане и напрежение.

## Лечение
Не е известно да има перманентно лечение за розацея. Целта е да се идентифицират и избегнат възможните причинители, и по този начин да се намалят последствията и да се облекчи състоянието. В ранна фаза заболяването се влияе добре от лазерна терапия. Изследвания от 2010 г. посочват, че с достатъчен брой третирания с лазер зачервяването може да изчезне окончателно, макар че е вероятно да са необходими допълнителни периодични третирания, за да се премахват новообразувани капиляри.
Антибиотици, взети през устата (като тетрациклин, миноциклин, доксициклин), или прилагащи се върху кожата (като метронидазол), може да контролират кожните обриви. Други лекарства (изоретинол или акутан), които са подобни на витамин А, са по-силни алтернативи. Розацеята не е акне и няма да се подобри с използването на продукти за лечение на акне.
При тежки случаи, лазерната хирургия може да помогне за намаляване на зачервяването. Хирургично намаляване на подуването на носната тъкан може също да подобри външния вид на лицето.